# Schiffbrücke (Flensbourg)
 (août 2023).
Si vous disposez d'ouvrages ou d'articles de référence ou si vous connaissez des sites web de qualité traitant du thème abordé ici, merci de compléter l'article en donnant les références utiles à sa vérifiabilité et en les liant à la section « Notes et références ».
Le Schiffbrücke (en français Pont maritime, en danois Skibbroen, en petuh Schippsbrüch) est une vieille rue du port de Flensbourg, à la limite du centre-ville. Elle est considérée comme la plus ancienne rue commerçante de la ville. Au fil du temps, il est également devenu le lieu traditionnel de divertissement et de fête de Flensbourg. La rue comprend également la Schiffbrückplatz (aujourd'hui Willy-Brandt-Platz). Les quais de débarquement font partie du port historique et constituent le point de départ d'excursions vers le fjord de Flensbourg.

## Histoire
Au Moyen Âge, la zone portuaire de Flensbourg est principalement située sur la rive ouest, en contrebas des paroisses de Saint-Nicolas, Sainte-Marie et Sainte-Gertrude. Là, sur l'eau, en contrebas des paroisses, dans la zone située en contrebas de l'église Sainte-Marie, jusqu'à environ la hauteur de la Nordertor, une jetée avec le Schiffbrücke est créée. Le pont est mentionné pour la première fois en 1408. Dans l'Erdbuch, un ancien registre foncier de Flensbourg, il est mentionné en 1436 sous le nom de « Schipbrügge ». Le Schiffbrücke de Flensbourg est une zone de chargement pavée avec une fortification de la rive du port, de sorte qu'il n'y a jamais eu de véritable pont ou pont flottant ici. Pendant des siècles, le port de Flensbourg a un rôle extrêmement important dans la croissance de Flensbourg. Les marchandises sont débarquées et le commerce s'effectue au port et surtout au Schiffbrücke, où peuvent accoster les navires de très fort tirant d'eau. Non loin du Schiffbrücke se trouve le Nordermarkt, où se déroulent également les échanges commerciaux. Néanmoins, même pendant la période de domination de la Hanse, l'importance du commerce maritime à Flensbourg reste derrière celle du commerce terrestre.
Au XVe siècle, la Kompagnietor, porte des fortifications de la ville de Flensbourg, se trouve déjà devant le Schiffbrücke, elle est rénovée au XVIIe siècle et sert de lieu de rencontre pour les bateliers de Flensbourg (banquet des bateliers). Au fil du temps, le pont est agrandi. La partie la plus ancienne, le Süderbrücke, s'étend de la Schiffbrückplatz à la Neue Straße (Nygade), où se trouve la Flake Turm (Flake Torm). De là commence la nouvelle partie, le Norderbrücke, qui s'étend jusqu'au Grönlandgang (Grønlandsgang). Avec le déclin de la Ligue hanséatique au XVIe siècle, Flensbourg devient une ville portuaire importante. Au XVIe siècle et jusqu'au XVIIe siècle, le Süderbrücke transporte principalement du poisson et des marchandises diverses, tandis que le bois, le charbon et le fer sont transportés sur le Norderbrücke. Les chantiers navals se situent dans la partie nord du Schiffbrücke, là où se trouve aujourd'hui le chantier naval-musée de Flensbourg. Aux XVIIe siècle et XVIIIe siècle, le commerce des Indes occidentales danoises revêt une importance majeure pour Flensbourg. Le sucre de canne, le rhum, le tabac, les bois tropicaux, le coton, le gingembre et la teinture indigo sont importés. Le rhum brut, issu de la transformation de la canne à sucre en rhum, est transformé en boisson comestible à Flensbourg en y ajoutant de l'eau et du brandy. Le rhum de Flensbourg donne la réputation de la « ville du rhum ». À l’inverse, le beurre, la viande, la farine, le sucre blanc (obtenu à partir du sucre de canne roux importé), les couteaux pour la récolte de la canne à sucre et les vêtements des esclaves travaillant dans les Antilles danoises sont exportés.
Les bateaux à vapeur sont plus importants au XIXe siècle. À partir de 1840, il y a un quai sur le Schiffbrücke pour une liaison par ferry vers Copenhague. En 1854, la Flensburger Hafenbahn est tracée le long du Schiffbrücke. Elle est aujourd'hui la plus ancienne ligne ferroviaire d'Allemagne, mais elle est gravement menacée en raison du démantèlement et du manque de voies d'évitement. Dans les années 1850, le commerce de gros, le transport maritime et les industries associées à ces deux quartiers perdent leur place prépondérante dans la ville. Des entreprises de taille moyenne et des usines modernes émergent à cette époque et deviennent de plus en plus importantes dans leur ensemble. En 1866, Friedrich Mommse Bruhn fonde un service régulier entre les différents lieux du fjord de Flensbourg. Le 13 novembre 1872, le port et le Schiffbrücke sont dévastés par la crue de la mer Baltique.
En 1886, le charpentier naval Reinhold Henningsen ouvre un restaurant sur le Schiffbrücke. Il est plus tard nommé Piet Henningsen en l'honneur de son fils. À la fin du XIXe siècle, le paysage urbain de Flensbourg change considérablement. De gros cargos (chargés du riz par exemple) sont déchargés au niveau de la Neue Straße. Le bois est déchargé plus au nord, le poisson plus au nord, puis le charbon suit, suivi d'une jetée pour les paquebots étrangers et d'un lieu d'extinction pour la chaux et le pétrole. L'activité intense conduit à un niveau de vie plus élevé à Flensbourg. Les habitants de Flensbourg sont en moyenne plus riches en 1900 qu’en 1850.
En 1908, le bateau à vapeur Alexandra est mis en service. Ce monument maritime de Flensbourg se trouve sur le Schiffbrücke, dans la zone du port historique, comme on appelle aujourd'hui cette partie du port. Après la Première Guerre mondiale et un peu plus tard après la cession du Schleswig du Nord au Danemark le 15 juin 1920, la situation économique de Flensbourg est tendue. À partir de 1918, la prostitution s'installe à Oluf-Samson-Gang, une rue qui part du Schiffbrücke.
En 1931, la gare routière centrale de Flensbourg (ZOB) voisine est inaugurée. Le transport motorisé est désormais important. De nouvelles routes apparaissent et les anciennes routes sont progressivement agrandies. À un moment donné au cours de cette période, le Schiffbrücke se transforme en une route facilement accessible aux voitures. Le 12 décembre 1935, une nouvelle planche sur une partie du pont du navire est inaugurée. Ce projet de construction, long et coûteux, est probablement né dans le cadre d'une mesure de relance économique. Le 2 avril 1937, la cérémonie d'inauguration du nouveau Fördebrücke a lieu sur la Schiffbrückplatz. À cette fin, l'ancien pavillon des bateaux à vapeur qui s'y trouvait est démoli et un nouveau est construit par la compagnie maritime Förde. Un bâtiment de dédouanement est construit et deux jetées sont construites pour les navires.
Le 1er avril 1955, la rénovation des quais et l'étaiement du Schiffbrücke sont achevés. Dans les années 1950, la Nordstraße devient la Bundesstraße 199 dans la région de Flensbourg. La rue Norderhofenden prolonge cette Bundesstraße jusqu'à la rue Schiffbrücke, qui croise la Wertstraße. D'autres rues suivent et mènent au poste frontière de Kruså-Kupfermühle. Cette liaison routière est transformée en Hauptstraße à cette époque. Cette Hauptstraße commence à la gare routière centrale et se termine à la frontière. En 1968, la tangente ouest est construite pour désengorger les embouteillages, qui reprend le rôle de route européenne et fonctionne désormais comme la Bundesstraße 200. Un soulagement supplémentaire pour le centre-ville de Flensbourg est rendu possible par la Bundesautobahn 7 et plus tard par le contournement est, achevé en 2006. À un moment donné dans la période d'après-guerre, probablement dans les années 1960, un certain nombre de places de stationnement sont créées du côté de l'eau du Schiffbrücke. Dans les années 1990, le Schiffbrücke est de nouveau considérablement repensé côté eau.
En 1972, un concours pour une nouvelle sculpture est organisé à l'occasion du 100e anniversaire de l'Association d'embellissement de Flensbourg. Le projet de Hermann Menzel et Harald Egler, deux professeurs de la Werkkunstschule Flensbourg, gagne. La conception du Windsbraut est mise en œuvre et installée sur la Schiffbrückplatz. Le Windsbraut vient de la mythologie germanique et représente la personnification d'un vent de tempête tourbillonnant sauvagement.
Dans les années 1970, le Schiffbrücke devient de plus en plus un lieu de divertissement et de fête, principalement visité par les soldats stationnés à la base navale de Flensbourg-Mürwik. Depuis lors, pubs, restaurants, auberges, discothèques, bars dansants et établissements similaires s'y sont alignés. Surtout, le commerçant Kay Uwe Jensen (1944-2015), qui réussit dans le commerce frontalier, commence à combler le vide du marché de la vie nocturne de Flensbourg et investit son argent dans des entreprises sur le Schiffbrücke : notamment la Rote Lantern, le Kogge, le Kult, le Journal, la discothèque Crypton (plus tard Speicher), la Jazz House Burbon Street et le Mont Martre ainsi que le Centre Eros au Kayser's Hof. En particulier, cette zone de la rue avec des restaurants et des salles de danse est appelée la Küste oder Goldküste (Côte ou Côte Dorée), l'expression « Ce soir, je suis sur la côte » signifiant généralement pour un habitant de Flensbourg qu'il est dans l'un des bars ou discothèques.
Dans les années 1980, la réhabilitation commence et la prostitution est repoussée de l'Oluf-Samson-Gang. Parallèlement, l'Eroscenter ouvre au Schiffbrücke, qui existe jusque dans les années 1990.  Après le départ des unités navales et l'arrêt des voyages pour du commerce transfrontalier par des particuliers qui stimulaient le port et le tourisme, le parc d'attractions perd de son importance. Grâce à l'augmentation du nombre d'étudiants à l'université de Flensbourg et à l'université des sciences appliquées de Flensbourg, le Schiffbrücke peut continuer à tenir sa place au début des années 2000. Vers 2006, la ville commence à soutenir le centre culturel Kühlhaus, situé dans le Bahnhofsviertel, alors déserté, dont l'offre de programmes s'adresse également en grande partie aux étudiants. Les plans commencent à la mairie de Flensbourg pour implanter un hôtel dans l'un des points focaux de la côte. En 2014, les travaux de démolition commencent dans la zone où se trouvait la cour de stockage.
Le 27 novembre 1997, la Schiffbrückplatz est officiellement rebaptisée Willy-Brandt-Platz en l'honneur de l'ancien chancelier Willy Brandt. Cependant, l'ancien nom historique est toujours utilisé. Les maisons de la place utilisent soit le Schiffbrücke, soit la Schiffbrückstraße, qui mène de la Schiffbrückplatz au Nordermarkt, dans le cadre de leur adresse.

## Source, notes et références
1. ↑  (de) Heiko Thomsen, « Reduzierung von Parkplätzen an der Schiffbrücke aufgrund neuer Radwegev », sur foerde.news, 2023 (consulté le 30 août 2023)

- (de) Cet article est partiellement ou en totalité issu de l’article de Wikipédia en allemand intitulé « Schiffbrücke (Flensburg) » (voir la liste des auteurs).